# Directies van de Waterstaat
De Directies van de Waterstaat zijn de organisaties rond de directeur-generaal van de Rijkswaterstaat ter ondersteuning van zijn rol bij de aansturing van de Rijkswaterstaat. Vanaf 1930 zijn deze organisaties ontstaan en werden aanvankelijk ook wel aangeduid als de Centrale Directie van de Rijkswaterstaat. De namen van deze organisaties zijn:
- Directie van de Waterstaat (1930-1967)
- Hoofddirectie van de Waterstaat (1967-1997)
- Hoofdkantoor (1997-2004)
- Staf DG (2004-2013)
- Bestuursstaf (sinds 2013)

Daarnaast wordt in de aansturing van de Rijkswaterstaat sinds 1967 nog de hoogste leiding apart aangeduid:
- Directieraad (1967-1997)
- Hoofddirectie van de Waterstaat (1997-2004)
- Bestuur RWS (sinds 2004)

## Directie van de Waterstaat (DW) 1930-1967
Met de instelling van de nieuwe functie directeur-generaal van de Rijkswaterstaat in april 1930 worden de twee inspecties (zie Inspectie van de Waterstaat) opgeheven en ter ondersteuning van de directeur-generaal wordt een Centrale Directie gevormd - de Directie van de Waterstaat - waar enkele hoofdingenieurs-directeuren werkzaam zijn. Deze Centrale Directie stuurt niet alleen de Rijkswaterstaat aan, maar kan ook belast worden met de aansturing van andere onderdelen van het ministerie. (zie Organisatie van de Rijkswaterstaat 1930-1949 en verder). De nieuwe directeur-generaal Johan Ringers heeft bij zijn aanstelling bedongen, dat de Dienst der Zuiderzeewerken onder zijn bevelen komt te vallen (dit wordt pas formeel in 1935 geregeld).
Bij de aanvang van de dienst is er sprake van "enkele hoofdingenieurs-directeuren toegevoegd aan de directeur-generaal". Geleidelijk aan ontstaan binnen de Directie van de Waterstaat beleidsafdelingen onder leiding van een hoofdingenieur-directeur, die zich ontwikkelen tot de latere hoofdafdelingen, waar de beleidsontwikkeling plaatsvindt.
Als eerste ontstaat de "Centrale Dienst voor Bruggen en Wegen" in 1936, verantwoordelijk voor de aansturing van de uitbouw van het autosnelwegennet. Als tegenhanger ontstond een half jaar later "de Natte Waterstaat" voor de overige werkzaamheden.
Verder ontstaat er - zodra het onderbrengen van de verantwoordelijkheid voor de Zuiderzeewerken bij de directie van de Waterstaat ook formeel geregeld is een beleidsafdeling "Zuiderzeewerken" met aan het hoofd de voormalige directeur-generaal van de Dienst der Zuiderzeewerken Victor de Blocq van Kuffeler. 
Het hoofd van deze Natte Waterstaat, ir.G.B.R. de Graaff, komt gedurende de Tweede Wereldoorlog tot het inzicht, dat voor de toekomst van Nederland de waterhuishouding van steeds groter belang zou gaan worden en stimuleert de oprichting van een aparte Dienst voor de Waterhuishouding. Hij zou daar 14 jaar leiding aan geven en vanaf 1968 zijn zoon, ir.A. de Graaff, nog 17 jaar.